# Club Marino de Luanco
El Club Marino de Luanco es un club de fútbol español, de la localidad de Luanco, en Asturias. Fue fundado en 1931 y actualmente juega en el Grupo 1 de la Segunda RFEF. Disputa sus partidos como local en el Estadio Municipal de Miramar.
Los mayores éxitos deportivos del Marino son una Copa Real Federación Española de Fútbol en la temporada 2000/01 y llegar a treintaidosavos de final de la Copa del Rey en la temporada 2001-02. Además, ha ganado seis veces la fase autonómica de Asturias de la Copa Federación (en las ediciones 2000, 2004, 2006, 2009, 2013 y 2015), siendo el club más laureado en la competición a nivel asturiano. En liga sus mejores resultados son: tres campeonatos de Tercera División (1998-99, 2000-01 y 2010-11). En la Segunda División B, obtuvo como mejor clasificación un quinto puesto en la campaña 2001-02.

## Historia
La historia del Club Marino da comienzo en la primavera del año 1931 con la creación de un equipo de fútbol por un grupo de jóvenes aficionados luanquinos, con mayoría de pescadores, que disputaban sus encuentros frente a otros equipos de la localidad en la playa de la Ribera.
El día 6 de septiembre de 1953, con la inauguración del nuevo campo de fútbol, el Estadio Municipal de Miramar, da pie al comienzo de una nueva fase del club, es decir, será el despegue del Club Marino a nivel regional. Con la llegada de Luis Gallego a la presidencia, el equipo se consolida como uno de los equipos referencia de Asturias.
El Marino llegó por primera vez a Segunda División B en la temporada 1996-97, en la que bajó por la vía rápida. Posteriormente, en la temporada 2001-02, el recién ascendido Marino cosecharía su mejor clasificación, el 5.º puesto. A la temporada siguiente sus mejores jugadores fueron a otros clubs de más envergadura, y el equipo pese al esfuerzo por intentar salvar la categoría de nuevo, descendió. Durante los años siguientes, el Marino se mantuvo a caballo de la Tercera División y la Segunda División B. 

## Uniforme
- Primer uniforme: camiseta azul marino con detalles blanco; pantalón y medias azul marino.
- Segundo uniforme: camiseta roja con cuello y hombros en blanco, pantalón y medias rojas.

### Patrocinador
| Periodo | Publicidad           |
| ------- | -------------------- |
| 1984–88 | García Blanco        |
| 1988–90 | Talleres Marino-SEAT |
| 1990–92 | Electricidad Santos  |
| 1992-   | Posada Excavaciones  |

## Símbolos

### Escudo
El escudo del Club Marino se fijó en 1931, cuando se constituyó el equipo. No ha sufrido cambio alguno desde entonces.
Se trata de un escudo de tipo suizo, con borde doble, de color azul celeste. En el centro del escudo se sitúa un ancla con un cable entrelazado de color blanco, rodeada de las letras C (a izquierda) y M (a la derecha), que representan el nombre de la institución, también en blanco. Tanto el ancla como la tonalidad del conjunto reflejan el origen marinero del club.

### Himno
El himno actual del Marino se estrenó el 1 de septiembre de 2001. Compuesto por el luanquín Chano Montes y producido por Musical Sport, ensalza los valores históricos y deportivos del club.
Vino a sustituir al himno oficioso tradicional del Marino. Se desconoce su autor. La música era la del pasodoble de Valencia, y la letra la siguiente:

Al Club Marino de Luanco

nadie lo puede ganar

y si eso sucediera

sería por casualidad.

Por eso los jugadores

defienden sus colores

en los campos de fútbol.

Marino, tus colores azulados

ya te han hecho campeón.

Marino, tú eres oro, tú eres plata,

tú eres toda una ilusión.

Existe, además, un grito deportivo, que hace bastantes años era entonado por algún aficionado anónimo, al que contestaba el resto de seguidores en la grada, y que rezaba de la siguiente manera:

Solista: ¡Alza'l rabu marinín!

Afición: ¡Bien!

Solista: ¡Alza'l rabu marinín!

Afición: ¡Bien!

Solista: ¡Alza'l rabu marinín!

Afición: ¡Bien, coño, bien!

Todos: ¡Alabí, alabá, alabí, bon, ban! ¡Marino, Marino y nadie más!

- Descarga del Himno (mp3)

## Estadio

### Antiguos terrenos de juego
- Playa de La Ribera (1931-1933)
- Campo de La Garcivil (1933-1935)
- Campo de Valdés (1935-1953)

### Miramar
El club disputa sus partidos como local en el Estadio Municipal de Miramar, un campo con capacidad para 3500 espectadores. El terreno de juego es de hierba natural. Se inauguró en 1953 y es propiedad del ayuntamiento de Gozón. Tras la visita del R. C. Deportivo de La Coruña en la Copa del Rey, se reformó el sistema luminoso contando con focos capacitados para retransmitir por la televisión.
En 2007 se inauguró el Complejo Deportivo de Balbín, situado a las afueras del pueblo, a escasos metros de Miramar. Funciona como campo de entrenamiento, aparte de ser compartido con el Gozón Club de Fútbol.

## Datos del club

### Sociedad
- Socios: 960.[cita requerida]
- Presupuesto: 267 000 €.[3]

### Catorce últimas temporadas
| Temporada | División | Pos. | J. | G. | E. | P. | G. F. | G. C. | Ptos. | Copa del Rey | Entrenador             | Presidente            | Máximo goleador                      |
| 2006-07   | 2.ªB     | 13.º | 38 | 13 | 10 | 15 | 31    | 31    | 49    | —            | José Luis Quirós       | Luis Gallego González | Pablo Díaz/Rubén Suárez (6)          |
| 2007-08   | 2.ªB     | 15.º | 38 | 12 | 10 | 16 | 31    | 42    | 46    | —            | José Luis Quirós       | Luis Gallego González | Nacho García (6)                     |
| 2008-09   | 2.ªB     | 20.º | 38 | 9  | 6  | 23 | 22    | 58    | 33    | —            | José Luis Quirós       | Luis Gallego González | Jaime Jordán de Urries (7)           |
| 2009-10   | 3.ª      | 2.º  | 38 | 23 | 11 | 4  | 73    | 36    | 80    | —            | José Luis Quirós       | Luis Gallego González | Javier López "Camochu" (17)          |
| 2010-11   | 3.ª      | 1.º  | 38 | 25 | 9  | 4  | 79    | 30    | 84    | —            | José Luis Quirós       | Luis Gallego González | Sergio Villanueva/Felipe García (15) |
| 2011-12   | 2.ª B    | 13.º | 38 | 11 | 12 | 15 | 40    | 53    | 45    | 2.ª ronda    | José Luis Quirós       | Luis Gallego González | Sergio Fernández (8)                 |
| 2012-13   | 2.ªB     | 11.º | 38 | 13 | 8  | 17 | 40    | 51    | 47    | —            | José Luis Quirós       | Luis Gallego González | Álex Arias (8)                       |
| 2013-14   | 2.ªB     | 6.º  | 36 | 17 | 12 | 10 | 50    | 34    | 54    | —            | José Luis Quirós       | Luis Gallego González | Chus Hevia (11)                      |
| 2014/15   | 2.ªB     | 20.º | 38 | 4  | 9  | 25 | 26    | 56    | 21    | 1.ª ronda    | José Luis Quirós       | Luis Gallego González | Fran Pastor (6)                      |
| 2015-16   | 3.ª      | 4.º  | 38 | 20 | 8  | 10 | 55    | 23    | 68    | —            | Blas García            | Luis Gallego González | Omar Sampedro (15)                   |
| 2016-17   | 3.ª      | 6.º  | 38 | 22 | 9  | 7  | 61    | 36    | 75    | —            | Adolfo Pulgar          | Luis Gallego González | Jairo Cárcaba (27)                   |
| 2017-18   | 3.ª      | 3.º  | 38 | 21 | 13 | 4  | 70    | 21    | 76    | —            | Oliverio Álvarez "Oli" | Luis Gallego González | Jairo Cárcaba (16)                   |
| 2018-19   | 3.ª      | 2.º  | 38 | 27 | 9  | 2  | 77    | 22    | 90    | —            | Oliverio Álvarez "Oli" | Luis Gallego González | German Fassani (20)                  |
| 2019-20   | 2.ªB     | 18.º | 28 | 9  | 5  | 14 | 26    | 37    | 32    | 1.ª ronda    | Oliverio Álvarez "Oli" | Luis Gallego González | Álex Arias (10)                      |

### Estadísticas en Segunda División B
- Puesto histórico: 86.º
- Temporadas en Segunda División B: 14
  - Año del debut: 1996
  - Última participación: 2020-21
  - Partidos: 506
  - Victorias: 146
  - Empates: 132
  - Derrotas: 228
  - Puntos: 570
  - Goles a favor: 479
  - Goles en contra: 635
  - Mejor puesto: 5.º (1 vez): 2001-02
  - Peor puesto: 20.º (4 veces): 1996-97, 2002-03, 2008-09, 2014-15.
  - Puesto más repetido: 20.º en cuatro ocasiones
  - Mayor número de temporadas consecutivas en Segunda División B: 5 (2004-05 a 2008-09)
  - Menor número de temporadas consecutivas en Segunda División B: 1 (1996-97)
  - Mayores goleadas
    - Mayor goleada conseguida en casa: Marino 6 - 0 S. D. Noja (2013-14).
    - Mayor goleada conseguida fuera de casa: Real C. Celta de Vigo "B" 0 - 3 Marino (1996-97); Gimnástica de Torrelavega 1 - 4 Marino (2001-02); C. D. Lugo 0 - 3 Marino (2002-03); C. D. Corralejo 0 - 3 Marino (2002-03); Burgos C. F. 0 - 3 Marino (2013-14).
    - Mayor goleada encajada en casa: Marino 0 - 5 C. D. Lugo (2008-09)
    - Mayor goleada encajada fuera de casa: C. D. Ourense 5 - 0 Marino (2002-03); Real C. Celta de Vigo "B" 5 - 0 Marino (2002-03); C. D. Guijuelo 5 - 0 Marino (2008-09); Real Unión 5 - 0 Marino (2008-09); Rayo Vallecano "B" 5 - 0 Marino (2011-12); U. D. Salamanca 5 - Marino 0 (2012-13).

  - Mayor número de goles en Liga: 54 goles en temporada 2001-02
  - Menor número de goles encajados en Liga: 34 goles en temporada 2013-14
  - Mayor número victorias en Liga: 17 en la temporada 2013-14
  - Mayor número de puntos: 59 puntos en la temporada 2001-02
  - Máximo goleador: Javier Pablos Abelairas, "Jabuti" (20 goles)
  - Jugador con más minutos disputados: Guillermo Suárez Rodríguez (13644 minutos)

### Estadísticas en Tercera División
- Puesto histórico: 121.º
- Temporadas en Tercera División: 29
  - Año del debut: 1956
  - Última participación: 2018-19
  - Partidos: 1046
  - Victorias: 469
  - Empates: 272
  - Derrotas: 305
  - Puntos: 1473
  - Goles a favor: 1581
  - Goles en contra: 1207
  - Mejor puesto: 1.º (3 veces): 1998-99, 2000-01, 2010-11
  - Peor puesto: 15.º (2 veces): 1960-61, 1962-63
  - Puesto más repetido: 3.º y 10.º en cuatro ocasiones cada posición
  - Mayor número de temporadas consecutivas en Tercera División: 11 (1985-86 a 1995-96)
  - Menor número de temporadas consecutivas en Tercera División: 1 (1962-63, 1967-68, 2003-04)
  - Mayores goleadas
    - Mayor goleada conseguida en casa: Marino 7 - 0 Lada Langreo C. F. (1991-92); Marino 7 - 0 C. D. Tuilla (1999-2000)
    - Mayor goleada conseguida fuera de casa: Valdesoto C. F. 0 - 5 Marino (Tercera División de España 1993-94); Real Titánico 0 - 5 Marino (1999/2000); Real Avilés I. C. F. 0 - 5 Marino (2000-01); C. D. Tuilla 0 - 5 Marino (2018-19).
    - Mayor goleada encajada en casa: Marino 0 - 6 F. C. La Calzada (1957-58)
    - Mayor goleada encajada fuera de casa: Unión de El Entrego 8 - 1 Marino (1957-58); Caudal 7 - 0 Marino (1960-61); C. D. Llaranes 7 - 0 Marino (1962-63).

### Estadísticas en Regional Preferente
- Temporadas en Regional Preferente: 10
  - Año del debut: 1974
  - Última participación: 1984-85
  - Mejor puesto: 2.º (2 veces): 1980-81, 1984-85
  - Peor puesto: 17.º (1 vez): 1976-77
  - Puesto más repetido: 16.º en cuatro ocasiones
  - Mayor número de temporadas consecutivas en Regional Preferente: 10 (1975-76 a 1984-85)
  - Menor número de temporadas consecutivas en Regional Preferente: 10 (1975-76 a 1984-85)

### Estadísticas en Primera Regional
- Temporadas en Primera Regional: 15
  - Año del debut: 1951
  - Última participación: 1973-74
  - Mejor puesto: 1.º (2 veces): 1955.56, 1966-67
  - Peor puesto: 19.º (1 vez): 1971-72
  - Puesto más repetido: 3.º, 6.º en tres ocasiones
  - Mayor número de temporadas consecutivas en Primera Regional: 5 (1951-52 a 1955-56)
  - Menor número de temporadas consecutivas en Primera Regional: 1 (1961-62)

### Estadísticas en Segunda Regional
- Temporadas en Segunda Regional: 11
  - Año del debut: 1941
  - Última participación: 1972-73
  - Mejor puesto: 1.º (2 veces): 1941-42, 1943-44
  - Peor puesto: 6.º (1 vez): 1948-49
  - Puesto más repetido: 3.º en tres ocasiones
  - Mayor número de temporadas consecutivas en Segunda Regional: 10 (1941-42 a 1955-51)
  - Menor número de temporadas consecutivas en Segunda Regional: 1 (1972-73)

### Estadísticas en Tercera Regional
- Temporadas en Tercera Regional: 2
  - Año del debut: 1935
  - Última participación: 1940-41
  - Mejor puesto: 1.º (2 veces): 1935-36, 1940-41
  - Peor puesto: 1.º (2 veces): 1935-36, 1940-41
  - Puesto más repetido: 1.º en dos ocasiones
  - Mayor número de temporadas consecutivas en Tercera Regional: 2 (1935-36 a 1940-41)
  - Menor número de temporadas consecutivas en Tercera Regional: 2 (1935-36 a 1940-41)

### Estadísticas en otras competiciones nacionales
- Estadísticas en Copa del Rey
  - Participaciones: 7
  - Año del debut: 1991
  - Última participación: 2014/2015
  - Mejor puesto: 1/32 de final en 2001/2002
  - Partidos: 14
  - Victorias: 5
  - Empates: 2
  - Derrotas: 7
  - Goles a favor: 18
  - Goles en contra: 25
  - Mayores goleadas
    - Mayor goleada conseguida en casa: Marino 2 - 0 Caudal (1991/1992); Marino 3 - 1 CD Toledo (2011/2012)
    - Mayor goleada conseguida fuera de casa: CD Lealtad 2 - 4 Marino (1992/1993); CF Palencia 0 - 2 Marino (2001/2002)
    - Mayor goleada encajada en casa: Marino 0 - 3 CD Lealtad (1992/1993); Marino 0 - 3 Real Avilés (1996/1997); Marino 1 - 4 Real Club Deportivo de La Coruña (2001/2002)
    - Mayor goleada encajada fuera de casa: Caudal 4 - 0 Marino (1991/1992)

- Estadísticas en Copa Real Federación Española de Fútbol
  - Participaciones: 9
  - Año del debut: 2000
  - Última participación: 2015/2016
  - Mejor puesto: Campeón en 2000/2001
  - Partidos: 34
  - Victorias: 15
  - Empates: 7
  - Derrotas: 12
  - Goles a favor: 45
  - Goles en contra: 39
  - Mayores goleadas
    - Mayor goleada conseguida en casa: Marino 4 - 0 UD Xove Lago (2000/2001); Marino 4 - 0 Club Haro Deportivo (2009/2010)
    - Mayor goleada conseguida fuera de casa: UD Xove Lago 0 - 2 Marino (2000/2001)
    - Mayor goleada encajada en casa: Marino 0 - 4 Real Avilés (2001/2002)
    - Mayor goleada encajada fuera de casa: SD Noja 3 - 1 Marino (2004/2005); Pontevedra CF 2 - 0 Marino (2006/2007); Barakaldo CF 2 - 0 Marino (2009/2010); CD Boiro 2 - 0 Marino (2014/2015)

- Estadísticas en Campeonato de España de Aficionados
  - Participaciones: 1
  - Año del debut: 1955
  - Última participación: 1955
  - Mejor puesto: 1/4 de final en 1955
  - Partidos: 4
  - Victorias: 3
  - Empates: 0
  - Derrotas: 1
  - Goles a favor: 7
  - Goles en contra: 11
  - Mayores goleadas
    - Mayor goleada conseguida en casa: Marino 3 - 2 CD Naval (1955); Marino 2 - 1 Abanto Club (1955)
    - Mayor goleada conseguida fuera de casa: CD Naval 1 - 2 Marino (1955)
    - Mayor goleada encajada en casa: —
    - Mayor goleada encajada fuera de casa: Abanto Club 7 - 1 Marino (1955)

### Trayectoria
| Temporada | Nivel | Liga                    | Puesto | Copa del Rey | Copa RFFPA | Copa RFEF |
| --------- | ----- | ----------------------- | ------ | ------------ | ---------- | --------- |
| 1935-36   | 6     | 3.ª Regional            | 1.º    |              |            |           |
|           |       |                         |        |              |            |           |
|           |       |                         |        |              |            |           |
|           |       |                         |        |              |            |           |
|           |       |                         |        |              |            |           |
| 1940-41   | 6     | 3.ª Regional            | 1.º    |              |            |           |
| 1941-42   | 5     | 2.ª Regional            | 3.º    |              |            |           |
| 1942-43   | 5     | 2.ª Regional            | 3.º    |              |            |           |
| 1943-44   | 5     | 2.ª Regional            | 3.º    |              |            |           |
| 1944-45   | 5     | 2.ª Regional            | —      |              |            |           |
| 1945-46   | 5     | 2.ª Regional            | 3.º    |              |            |           |
| 1946-47   | 5     | 2.ª Regional            | 4.º    |              |            |           |
| 1947-48   | 5     | 2.ª Regional            | 5.º    |              |            |           |
| 1948-49   | 5     | 2.ª Regional            | 6.º    |              |            |           |
| 1949-50   | 5     | 2.ª Regional            | 3.º    |              |            |           |
| 1950-51   | 5     | 2.ª Regional            | 2.º    |              |            |           |
| 1951-52   | 4     | 1.ª Categoría Regional  | 10.º   |              |            |           |
| 1952-53   | 4     | 1.ª Categoría Regional  | —      |              |            |           |
| 1953-54   | 4     | 1.ª Categoría Regional  | 6.º    |              |            |           |
| 1954-55   | 4     | 1.ª Categoría Regional  | 3.º    |              |            |           |
| 1955-56   | 4     | 1.ª Categoría Regional  | 1.º    |              |            |           |
| 1956-57   | 3     | 3.ª División            | 7.º    |              |            |           |
| 1957-58   | 3     | 3.ª División            | 12.º   |              |            |           |
| 1958-59   | 3     | 3.ª División            | 14.º   |              |            |           |
| 1959-60   | 3     | 3.ª División            | 13.º   |              |            |           |
| 1960-61   | 3     | 3.ª División            | 15.º   |              |            |           |
| 1961-62   | 4     | 1.ª Categoría Regional  | 5.º    |              |            |           |
| 1962-63   | 3     | 3.ª División            | 15.º   |              |            |           |
| 1963-64   | 4     | 1.ª Categoría Regional  | 6.º    |              |            |           |
| 1964-65   | 4     | 1.ª Categoría Regional  | 11.º   |              |            |           |
| 1965-66   | 4     | 1.ª Categoría Regional  | 3.º    |              |            |           |
| 1966-67   | 4     | 1.ª Categoría Regional  | 1.º    |              |            |           |
| 1967-68   | 3     | 3.ª División            | 11.º   |              |            |           |
| 1968-69   | 4     | 1.ª Categoría Regional  | 7.º    |              |            |           |
| 1969-70   | 4     | 1.ª Categoría Regional  | 12.º   |              |            |           |
| 1970-71   | 4     | 1.ª Categoría Regional  | 7.º    |              |            |           |
| 1971-72   | 4     | 1.ª Categoría Regional  | 19.º   |              |            |           |
| 1972-73   | 5     | 2.ª Regional            | —      |              |            |           |
| 1973-74   | 5     | 2.ª Regional Preferente | 11.º   |              |            |           |
| 1974-75   | 5     | 2.ª Regional Preferente | 2.º    |              |            |           |
| 1975-76   | 4     | 1.ª Categoría Regional  | 16.º   |              |            |           |
| 1976-77   | 4     | 1.ª Categoría Regional  | 17.º   |              |            |           |
| 1977-78   | 5     | 1.ª Categoría Regional  | 13.º   |              |            |           |
| 1978-79   | 5     | Regional Preferente     | 13.º   |              |            |           |
| 1979-80   | 5     | Regional Preferente     | 16.º   |              |            |           |
| 1980-81   | 5     | Regional Preferente     | 2.º    |              |            |           |
| 1981-82   | 5     | Regional Preferente     | 3.º    |              |            |           |
| 1982-83   | 5     | Regional Preferente     | 16.º   |              |            |           |
| 1983-84   | 5     | Regional Preferente     | 16.º   |              |            |           |
| 1984-85   | 5     | Regional Preferente     | 2.º    |              |            |           |

| Temporada | Nivel | Liga              | Puesto | Copa del Rey     | Copa RFFPA | Copa RFEF     |
| --------- | ----- | ----------------- | ------ | ---------------- | ---------- | ------------- |
| 1985-86   | 4     | 3.ª División      | 10.º   |                  |            |               |
| 1986-87   | 4     | 3.ª División      | 14.º   |                  |            |               |
| 1987-88   | 4     | 3.ª División      | 3.º    |                  |            |               |
| 1988-89   | 4     | 3.ª División      | 10.º   |                  |            |               |
| 1989-90   | 4     | 3.ª División      | 11.º   |                  |            |               |
| 1990-91   | 4     | 3.ª División      | 6.º    |                  |            |               |
| 1991-92   | 4     | 3.ª División      | 5.º    | 1.ª ronda        |            |               |
| 1992-93   | 4     | 3.ª División      | 10.º   | 1.ª ronda        |            |               |
| 1993-94   | 4     | 3.ª División      | 4.º    |                  |            |               |
| 1994-95   | 4     | 3.ª División      | 10.º   |                  |            |               |
| 1995-96   | 4     | 3.ª División      | 3.º    |                  |            |               |
| 1996-97   | 3     | 2.ª División B    | 20.º   | 1.ª ronda        |            |               |
| 1997-98   | 4     | 3.ª División      | 8.º    |                  |            |               |
| 1998-99   | 4     | 3.ª División      | 1.º    |                  |            |               |
| 1999-2000 | 4     | 3.ª División      | 3.º    |                  |            |               |
| 2000-01   | 4     | 3.ª División      | 1.º    |                  | Campeón    | Campeón       |
| 2001-02   | 3     | 2.ª División B    | 5.º    | 1/32 de final    |            | 1/16 de final |
| 2002-03   | 3     | 2.ª División B    | 20.º   | Ronda preliminar |            | 1/8 de final  |
| 2003-04   | 4     | 3.ª División      | 4.º    |                  |            |               |
| 2004-05   | 3     | 2.ª División B    | 15.º   |                  | Campeón    | 1/16 de final |
| 2005-06   | 3     | 2.ª División B    | 11.º   |                  |            |               |
| 2006-07   | 3     | 2.ª División B    | 13.º   |                  | Campeón    | 1/16 de final |
| 2007-08   | 3     | 2.ª División B    | 15.º   |                  |            |               |
| 2008-09   | 3     | 2.ª División B    | 20.º   |                  | Subcampeón |               |
| 2009-10   | 4     | 3.ª División      | 2.º    |                  | Campeón    | 1/4 de final  |
| 2010-11   | 4     | 3.ª División      | 1.º    |                  | Semifinal  |               |
| 2011-12   | 3     | 2.ª División B    | 13.º   | 2.ª ronda        |            |               |
| 2012-13   | 3     | 2.ª División B    | 11.º   |                  | Semifinal  |               |
| 2013-14   | 3     | 2.ª División B    | 6.º    |                  | Campeón    | 1/8 de final  |
| 2014-15   | 3     | 2.ª División B    | 20.º   | 1.ª ronda        |            | 1/16 de final |
| 2015-16   | 4     | 3.ª División      | 4.º    |                  | Campeón    | 1/16 de final |
| 2016-17   | 4     | 3.ª División      | 6.º    |                  |            |               |
| 2017-18   | 4     | 3.ª División      | 3.º    |                  | Subcampeón |               |
| 2018-19   | 4     | 3.ª División      | 2.º    |                  | Semifinal  |               |
| 2019-20   | 3     | 2.ª División B    | 18.º   | 1.ª ronda        |            |               |
| 2020-21   | 3     | 2.ª División B    | 12.º   |                  | Subcampeón |               |
| 2021-22   | 4     | 2.ª División RFEF | 12.º   |                  |            |               |
| 2022-23   | 4     | 2.ª Federación    | 9.º    |                  | Semifinal  |               |
| 2023-24   | 4     | 2.ª Federación    | 11.º   |                  | Campeón    |               |
| 2024-25   | 4     | 2.ª Federación    |        |                  |            |               |

## Equipos filiales

### Club Marino Juvenil
El Club Marino Juvenil se creó en la temporada 1953/1954, con el fin de poder encontrar un lugar a los jóvenes futbolistas de la localidad. Fue en la temporada 1954/1955 en la que debutó en Liga, inscribiéndose en el Grupo 1.º del Campeonato Regional Juvenil.
Hasta el año 2007 el equipo juvenil jugaba en el campo anexo al Miramar, llamado "Las Carboneras". Se trataba de un campo de arena, cuya falta de horizontalidad y lamentable estado propició el sobrenombre de "patatal". Este uso se hacía extensivo al resto secciones inferiores del club. Con la inauguración del Complejo Deportivo de Balbín, el campo quedó en desuso. Actualmente se han utilizado sus terrenos para edificar.
En la temporada 2022-23 el juvenil del Marino de Luanco compiten en el Grupo 1 de la Segunda Juvenil asturiana.

### Otros equipos
El club cuenta, además, con otros nueve equipos de fútbol base. Las categorías de cadete, infantil y alevín disputan sus partidos en el Complejo Deportivo de Balbín, mientras que benjamines y prebenjamines lo hacen en el Polideportivo Municipal de Gozón "Jenaro Fernández Diego". Los equipos compiten en las siguientes categorías (temporada 2022-23):
- Club Marino Cadete: Segunda Cadete.
- Club Marino Infantil: Tercera Infantil.
- Club Marino Alevín "A": Tercera Alevín.
- Club Marino Alevín B: Tercera Alevín.
- Club Marino Benjamín "A": Segunda Benjamín.
- Club Marino Benjamín B: Tercera Benjamín.
- Club Marino Prebenjamín "A": Segunda Prebenjamín.
- Club Marino Prebenjamín B: Primera Prebenjamín.
- Club Marino Prebenjamín C: Tercera Prebenjamín.

### Antiguo filial: Marinín Club de Fútbol
Justo tras el primer ascenso del Club Marino a Tercera división en 1956, la Junta Directiva creó un equipo filial en el que militasen aquellos jugadores procedentes del juvenil, y que por motivos de edad no pudiesen competir en esa categoría. Se dio de alta en la Federación de Fútbol de Asturias en la temporada 1956-57, participando en el grupo I de Segunda Regional.
Solamente existió durante aquella campaña, en la que finalizó en cuarto lugar en la liga. También participó en el Campeonato de Asturias de Aficionados y en la Copa Federación de 2.ª Regional, no pasando de primera ronda en ninguna de las dos competiciones.

## Jugadores y cuerpo técnico

### Plantilla y cuerpo técnico 2024/25
El Marino realiza los contratos año a año, así que todos los jugadores quedan libres al terminar la temporada. No se cuentan como nuevos fichajes los que renuevan contrato.

### Jugadores
El primer futbolista extranjero que pasó por las filas del Club Marino fue el inglés Paul, que llegó al equipo en 1984, y seguiría hasta 1987. Después de él llegarían más jugadores internacionales, algunos de los cuales llegaron a debutar en los combinados nacionales de sus respectivos países.

#### Internacionales
Por las filas del club luanquín ha pasado un pequeño número de jugadores que antes, durante o después de su estancia en el equipo llegaron a ser internacionales absolutos con sus respectivas selecciones.

## Presidencia
El club ha tenido 15 presidentes desde su fundación. Desde marzo de 1990, el presidente del Marino de Luanco es Luis Gallego González "Novar", que entró en sustitución de Ramón Rodríguez García "Montán". En abril de ese mismo año se convocan elecciones, en las que sale elegido.

### Junta directiva
- Presidente:
  -  Luis Gallego González.

- Vicepresidente:
  -  José Antidio García Prendes.

- Tesorero:
  -  Juan Carlos Marcos de la Parte.

- Contador:
  -  Valentín Suárez Granda.

- Secretario:
  -  Evaristo Gutiérrez Costales.

- Vicesecretario:
  -  César López Fernández.

- Seguridad:
  -  E. Gonzalo Fernández.

## Palmarés

### Torneos nacionales
- Copa Real Federación Española (1): 2000-01
- Tercera División (3): 1998-99, 2000-01, 2010-11.
- Subcampeón de Tercera División (2): 2009-10, 2018-19.

### Torneos autonómicos
- Copa Real Federación de Fútbol del Principado de Asturias (7): 2000, 2004, 2006, 2009, 2013, 2015, 2023.
- Campeonato de Asturias de Aficionados (1): 1954.
- Subcampeón de Copa Real Federación de Fútbol del Principado de Asturias (4): 1944-45, 1954-55, 2008, 2017, 2020.
- Regional Preferente (2): 1955-56, 1966-67.
- Subcampeón de la Regional Preferente (2): 1980-81 y 1984-85.
- Subcampeón de la Segunda Regional Preferente (1): 1974-75.

### Trofeos amistosos
- Trofeo Gómez Lozana (5): 1976, 1980, 1992, 1993 y 2002.
- Trofeo Hermanos Tarralva (3): 2008, 2014 y 2022.
- Memorial Ricardo Fernández (2): 2019 y 2022.
- Trofeo Santísimo Cristo de Candás (1): 2024.
- Memorial "El Chato" (1): 2023.
- Trofeo Ramón Ralla (1): 2023.
- Memorial "Melox" (1): 2022.
- Trofeo Memorial Iván Fernández (1): 2012.
- Memorial Aniceto Campa: (1) 2009.
- Trofeo San Lorenzo (1): 1975.

## Rivalidad
El rival histórico del Club Marino de Luanco es el equipo de la villa vecina, el Candás Club de Fútbol. Este es el heredero del Canijo Fútbol Club SD, anterior equipo de la misma localidad, que desapareció en 1942. Ambos equipos compartieron categoría varias veces a lo largo de su historia, tanto en Tercera División como en ligas regionales. La última vez que se enfrentaron en partido oficial fue el 27 de marzo de 2011, en Tercera División, siendo el resultado de 1 a 0 favorable para el Marino.
Otros rivales históricos del Marino fueron dos de los otros tres equipos del concejo: el Podes Club de Fútbol, y el Bañugues Club de Fútbol (hoy desaparecido). El último enfrentamiento oficial fue hace varias décadas, aunque en ocasiones el Podes CF juega algún torneo amistoso veraniego contra el conjunto luanquín. El cuarto equipo gozoniego, el Gozón Club de Fútbol, de reciente creación, nunca ha coincidido con el Marino en competición oficial.
Dado que en las últimas temporadas el Marino se ha asentado en Segunda División B, mientras que el Candás se mantiene entre Regional Preferente y Tercera División, ha surgido una sana rivalidad con el históricamente primer equipo de la Comarca de Avilés, el Real Avilés. La habitual militancia del equipo avilesino en la misma categoría que el club luanquín en las últimas dos décadas, y la cercanía de la Villa del Adelantado han propiciado un ambiente de "derbi" comarcal.